# Muriaux
Muriaux (antiguamente en alemán Spiegelberg) es una comuna suiza del cantón de Jura, localizada en el distrito de Franches-Montagnes. Limita al norte y este con la comuna de Saignelégier, al sureste con La Chaux-des-Breuleux, al sur con Les Breuleux, y al oeste con Le Noirmont.
Gracias al enclave situado al sur del distrito en el cual fue incluido el territorio de la comuna de Le Peuchapatte tras la reunión de dicha comuna con Muriaux el 1 de enero de 2009, Muriaux limita además con las comunas de Saint-Imier (BE) y Villeret (BE).